# Championnat du Burkina Faso de football 2016-2017
Navigation
Saison précédente Saison suivante
La saison 2016-2017 du Championnat du Burkina Faso de football est la cinquante-cinquième édition de la première division au Burkina Faso, organisée sous forme de poule unique, le Championnat National, où toutes les équipes se rencontrent deux fois au cours de la saison. En fin de saison, les deux derniers du classement sont relégués et remplacés par les deux meilleures formations de deuxième division.
C'est le Rail Club du Kadiogo, tenant du titre, qui remporte à nouveau la compétition cette saison après avoir terminé en tête du classement final, avec cinq points d'avance sur l'Étoile filante de Ouagadougou et douze sur l'un des clubs promus de deuxième division, le Rahimo FC. C'est le troisième titre de champion du Burkina Faso de l'histoire du club.

## Qualifications continentales
Deux places en compétitions continentales sont réservées aux clubs burkinabés : le champion se qualifie pour la Ligue des champions de la CAF 2018 tandis que le vainqueur de la Coupe du Burkina Faso obtient son billet pour la Coupe de la confédération 2018.

## Les clubs participants
- Union sportive des Forces armées
- Étoile filante de Ouagadougou
- ASFA Yennenga
- AS SONABEL
- Racing Club de Bobo
- Santos Football Club
- Rahimo FC - Promu en Championnat National
- Rail Club du Kadiogo
- Bankuy Sports
- US Ouagadougou
- Centre KOZAF
- Police FC - Promu en Championnat National
- Bouloumpoukou FC
- ASF Bobo-Dioulasso
- Union sportive de la Comoé
- Majestic Sporting Club

## Compétition
Le barème de points servant à établir le classement se décompose ainsi :
- Victoire : 3 points
- Match nul : 1 point
- Défaite : 0 point

### Classement
| Rang | Équipe                                       | Pts | J  | G  | N  | P  | Bp | Bc | Diff |
| ---- | -------------------------------------------- | --- | -- | -- | -- | -- | -- | -- | ---- |
| 1    | Rail Club du KadiogoT                        | 59  | 30 | 16 | 11 | 3  | 46 | 21 | +25  |
| 2    | Étoile filante de OuagadougouC               | 54  | 30 | 14 | 12 | 4  | 29 | 15 | +14  |
| 3    | Rahimo FCP                                   | 47  | 30 | 13 | 8  | 9  | 30 | 22 | +8   |
| 4    | Union sportive des Forces armées             | 46  | 30 | 12 | 10 | 8  | 33 | 22 | +11  |
| 5    | Police FCP                                   | 43  | 30 | 10 | 13 | 7  | 32 | 27 | +5   |
| 6    | Association Jeunes Espoirs de Bobo-Dioulasso | 41  | 30 | 10 | 11 | 9  | 29 | 28 | +1   |
| 7    | ASF Bobo-Dioulasso                           | 41  | 30 | 9  | 14 | 7  | 22 | 24 | -2   |
| 8    | Majestic Sporting Club                       | 40  | 30 | 9  | 13 | 8  | 23 | 29 | -6   |
| 9    | US Ouagadougou                               | 37  | 30 | 9  | 10 | 11 | 27 | 23 | +4   |
| 10   | AS SONABEL                                   | 37  | 30 | 9  | 10 | 11 | 25 | 24 | +1   |
| 11   | ASFA Yennenga                                | 37  | 30 | 11 | 4  | 15 | 28 | 35 | -7   |
| 12   | Racing Club de Bobo                          | 35  | 30 | 8  | 11 | 11 | 25 | 26 | -1   |
| 13   | Union sportive de la Comoé                   | 31  | 30 | 7  | 10 | 13 | 16 | 28 | -12  |
| 14   | Santos Football Club                         | 30  | 30 | 6  | 12 | 12 | 16 | 29 | -13  |
| 15   | Bouloumpoukou FC                             | 30  | 30 | 7  | 9  | 14 | 12 | 28 | -16  |
| 16   | Centre KOZAF                                 | 27  | 30 | 5  | 12 | 13 | 20 | 32 | -12  |

|  | Qualification pour la Ligue des champions de la CAF 2018              |
|  | Qualification pour la Coupe de la confédération 2018                  |
|  | Relégation directe en deuxième division                               |
|  | T : Tenant du titre C : Vainqueur de la Coupe du Faso P : Promu de D2 |

## Bilan de la saison
| Championnat du Burkina Faso de football 2016-2017 |                                 |
| Champion                                          | Rail Club du Kadiogo (3e titre) |
| Coupes et trophées                                |                                 |
| Vainqueur de la Coupe du Burkina Faso 2016-2017   | Étoile filante de Ouagadougou   |
| Qualifications continentales                      |                                 |
| Ligue des champions de la CAF 2018                | Rail Club du Kadiogo            |
| Coupe de la confédération 2018                    | Étoile filante de Ouagadougou   |
| Promotions et relégations                         |                                 |
| Promus en Championnat National                    | Salitas FC                      |
| Promus en Championnat National                    | Bobo Sports                     |
| Relégués en Deuxième division                     | Bouloumpoukou FC                |
| Relégués en Deuxième division                     | Centre KOZAF                    |